# Newport (Kentucky)
Newport es una ciudad ubicada en el condado de Campbell en el estado estadounidense de Kentucky. En el Censo de 2010 tenía una población de 15273 habitantes y una densidad poblacional de 1.979,5 personas por km².

## Geografía
Newport se encuentra ubicada en las coordenadas 39°5′10″N 84°29′13″O / 39.08611, -84.48694. Según la Oficina del Censo de los Estados Unidos, Newport tiene una superficie total de 7.72 km², de la cual 7.05 km² corresponden a tierra firme y (8.59%) 0.66 km² es agua.

## Demografía
Según el censo de 2010, había 15273 personas residiendo en Newport. La densidad de población era de 1.979,5 hab./km². De los 15273 habitantes, Newport estaba compuesto por el 86.27% blancos, el 7.63% eran afroamericanos, el 0.29% eran amerindios, el 0.73% eran asiáticos, el 0.03% eran isleños del Pacífico, el 1.79% eran de otras razas y el 3.25% pertenecían a dos o más razas. Del total de la población el 4.07% eran hispanos o latinos de cualquier raza.